# Nadezhda Viktorovna Petrova
Nadezhda Viktorovna Petrova hay Nadia Petrova (Надежда Викторовна Петроваⓘ; sinh ngày 8 tháng 6 năm 1982 tại Moskva) là nữ vận động viên quần vợt đã giải nghệ của Liên bang Nga.
Thứ hạng cao nhất của Petrova là thứ 3 thế giới, cô đạt thứ hạng này sau khi thắng Justine Henin trong trận chung kết Giải Qatar Telecom Đức mở rộng tổ chức tại Berlin tháng 5 năm 2006. Cô đã 2 lần vào đến bán kết giải quần vợt Pháp mở rộng vào các năm 2003 và 2005.

## Các chức vô địch WTA Tour (19)

#### Nội dung đánh đơn (7)
| Ghi chú               |
| Tier I (2)            |
| Tier II (5)           |
| Tier III (0)          |
| Tier IV & V (0)       |
| Grand Slam (0)        |
| WTA Championships (0) |

| Stt. | Ngày                 | Giải                       | Mặt sân   | Đối thủ ở trận chung kết | Tỉ số         |
| 1.   | 30 tháng 10 năm 2005 | Linz                       | Cứng      | Patty Schnyder           | 4–6, 6–3, 6–1 |
| 2.   | 04 tháng 3, 2006     | Doha                       | Cứng      | Amélie Mauresmo          | 6–3, 7–5      |
| 3.   | 09 tháng 14, 2006    | Amelia Island, Florida     | Đất nện   | Francesca Schiavone      | 6–4, 6–4      |
| 4.   | 16 tháng 4, 2006     | Charleston, South Carolina | Đất nện   | Patty Schnyder           | 6–3, 4–6, 6–1 |
| 5.   | 14 tháng 5, 2006     | Berlin                     | Đất nện   | Justine Henin            | 4–6, 6–4, 7–5 |
| 6.   | 08 tháng 10 năm 2006 | Stuttgart                  | Cứng      | Tatiana Golovin          | 6–3, 7–6      |
| 7.   | 05 tháng 2, 2007     | Paris                      | Trải thảm | Lucie Šafářová           | 4–6, 6–1, 6–4 |

#### Nội dung đánh đôi (12)
| Ghi chú              |
| -------------------- |
| Tier I (5)           |
| Tier II (5)          |
| Tier III (1)         |
| Tier IV (0)          |
| Grand Slam Title (0) |
| WTA Championship (1) |

| Stt. | Ngày                 | Giải              | Mặt sân   | Đồng đội            | Đối thủ ở trận chung kết                 | Kết quả             |
| 1.   | 18 tháng 6, 2001     | 's-Hertogenbosch  | Cỏ        | Ruxandra Dragomir   | Kim Clijsters Miriam Oremans             | 7–6(5), 6–7(5), 6–4 |
| 2.   | 22 tháng 10, 2001    | Linz              | Trải thảm | Jelena Dokić        | Els Callens Chanda Rubin                 | 6–1, 6–4            |
| 3.   | 21 tháng 10 năm 2002 | Linz              | Trải thảm | Jelena Dokić        | Rika Fujiwara Ai Sugiyama                | 6–3, 6–2            |
| 4.   | 29 tháng 9, 2003     | Kremlin Cup       | Trải thảm | Meghann Shaughnessy | Anastasia Myskina Vera Zvonareva         | 6–3, 6–4            |
| 5.   | 22 tháng 3, 2004     | Miami Masters     | Cỏ        | Meghann Shaughnessy | Svetlana Kuznetsova Elena Likhovtseva    | 6–2, 6–3            |
| 6.   | 05 tháng 4, 2004     | Amelia Island     | Cứng      | Meghann Shaughnessy | Myriam Casanova Alicia Molik             | 3–6, 6–2, 7–5       |
| 7.   | 03 tháng 5, 2004     | German Open       | Đất nện   | Meghann Shaughnessy | Janette Husárová Conchita Martinez       | 6–2, 2–6, 6–1       |
| 8.   | 10 tháng 5, 2004     | Rome Masters      | Đất nện   | Meghann Shaughnessy | Paola Suárez Virginia Ruano Pascual      | 2–6, 6–3, 6–3       |
| 9.   | 19 tháng 7, 2004     | Los Angeles       | Cứng      | Meghann Shaughnessy | Conchita Martinez Virginia Ruano Pascual | 6–7(2), 6–4, 6–3    |
| 10.  | 23 tháng 8, 2004     | New Haven         | Cứng      | Meghann Shaughnessy | Martina Navrátilová Lisa Raymond         | 6–1, 1–6, 7–6(4)    |
| 11.  | 08 tháng 11, 2004    | WTA Championships | Cứng      | Meghann Shaughnessy | Cara Black Rennae Stubbs                 | 7–5, 6–2            |
| 12.  | 15 tháng 8, 2006     | Canada Masters    | Cứng      | Martina Navrátilová | Cara Black Anna-Lena Grönefeld           | 6–1, 6–2            |

## Các danh hiệu á quân (17)

#### Nội dung đánh đơn (8)
| Stt. | Ngày                 | Giải                    | Mặt sân   | Đối thủ ở trận chung kết | Tỉ số            |
| 1.   | 26 tháng 10 năm 2003 | Linz                    | Cứng      | Ai Sugiyama              | 7–5, 6–4         |
| 2.   | 24 tháng 1, 2004     | Gold Coast              | Cứng      | Ai Sugiyama              | 1–6, 6–1, 6–4    |
| 3.   | 08 tháng 5, 2005     | Berlin                  | Đất nện   | Justine Henin            | 6–3, 4–6, 6–3    |
| 4.   | 16 tháng 10 năm 2005 | Bangkok                 | Cứng      | Nicole Vaidisova         | 6–1, 6–7(5), 7–5 |
| 5.   | 15 tháng 10 năm 2006 | Moskva                  | Trải thảm | Anna Chakvetadze         | 6–4, 6–4         |
| 6.   | 29 tháng 10 năm 2006 | Linz                    | Cứng      | Maria Sharapova          | 7–5, 6–2         |
| 7.   | 08 tháng 4, 2007     | Amelia Island, Florida  | Đất nện   | Tatiana Golovin          | 6–2, 6–1         |
| 8.   | 12 tháng 8, 2007     | Los Angeles, California | Cứng      | Ana Ivanović             | 7–5, 6–4         |